# Microtus kermanensis
Microtus kermanensis är en däggdjursart som beskrevs av Roguin 1988. Microtus kermanensis ingår i släktet åkersorkar och familjen hamsterartade gnagare. Inga underarter finns listade i Catalogue of Life.
Populationen infogades en tid som synonym i Microtus transcaspicus. En studie från året 2000 visade att Microtus kermanensis är en art.
Vuxna exemplar når en kroppslängd (huvud och bål) av 114 till 152 mm, en svanslängd av 43 till 51 mm och en vikt av 41 till 57 g. Bakfötterna är i genomsnitt 22 mm långa. Honans åtta spenar är ordnade i par med fyra som ligger på bröstet och fyra vid ljumsken. Skallen, färgsättningen och kindtänderna är ungefär lika som hos rysk fältsork med vissa avvikelser.
Arten är bara känd från Iran. Exemplaren gräver i strandlinjen av vattendrag. De har kanske samma levnadssätt som vattensorken.
Det är inget känt om populationens storlek och möjliga hot. IUCN listar arten med kunskapsbrist (DD).